# Чернышков, Николай Николаевич
Николай Николаевич Чернышков (27 августа 1903 года, Вильно — 1980) — советский художник-график, мастер книжной гравюры, экслибрисист. Заслуженный художник Грузинской ССР, член Союза художников СССР.

## Биография
Художник Николай Николаевич Чернышков родился 27 августа 1903 года. В 1923—1929 годы учился в Тифлисской Академии художеств у Е. Е. Лансере и И. А. Шарлеманя, однокурсник Тамары Абакелия. Посещал Народную художественную студию Моисея Тоидзе. В 1923—1929 годах одним из первых в Грузии вместе с Ладо Кутaтeлaдзе занялся ксилографией и линогравюрой.
В 1926 году под наблюдением Чернышкова в третьей типографии Полиграфтреста ВСНХ Грузии в Тифлисе печатался каталог выставки картин и этюдов Е. Е. Лансере, исполненных во время поездки в Зангезур по поручению музея Армении. Являясь мастером книжной гравюры, Чернышков работал с разными материалами: линолеумом, деревом, металлом. Известны его портреты Боккаччо (1928), Л. Н. Толстого (1928), Огюста Родена (1929).
В 1927 году четыре работы Чернышкова «Домик» (1924), «Гравер» (1926), «Шарманщики» (1926) и иллюстрация к «Выстрелу» А. С. Пушкина (1926) участвовали в выставке «Гравюра СССР за 10 лет», организованной Музеем изящных искусств к празднику десятилетия Октября.
Чернышков принимал активное участие в развитии грузинского экслибриса. В 1930-е годы Академия Художеств организовывала конкурсы, стимулирующие интерес к «малому эстампу», грузинские экслибрисы экспонировались на международных выставках. Известны экслибрисы художника, выполненные для скульптора Якова Николадзе и профессора архитектуры, библиотекаря Академии художеств Анатолия Кальгина.
В 1930 году вместе с Е. М. Тадевосяном был уволен из Академии Художеств приказом директора А. И. Дудучавы.
В 1935 году создаёт целую серию графических изображений «Старый Тбилиси», передающих своеобразие старого города.
В 1937 году две ксилографии Чернышкова «Выстрел» (1926) вошли в юбилейный альбом «Пушкин в изобразительном искусстве», ставший библиографической редкостью.
В 1943 году участник юбилейной художественной выставки, посвященной 25-летию  Красной Армии, которая проходила в Тбилиси, в Доме Красной Армии. В 1953 году — участник масштабной республиканской художественной выставки, проходившей в Государственной картинной галерее Грузии и Государственном музее Грузии имени академика С. Джанашия.
В 1940—1960-е гг. являлся художником-оформителем ряда книг историка-литературоведа Ивана Ениколопова: «Пушкин на Кавказе», «Пушкин в Грузии», «Пушкин в Грузии и под Эрзерумом», «Лермонтов на Кавказе». В 1954 году его ксилографией с портретом А. С. Грибоедова на фронтисписе открывалось издание Ениколопова «Грибоедов в Грузии».
Николай Николаевич Чернышков — художественный редактор многих научно-популярных и художественных изданий тбилисского издательства «Заря Востока», в том числе Талиашвили Г. «Лев Толстой и Грузия» (1951), Пирадов Б. А. «У истоков творчества Максима Горького» (1957), Татишвили В. И. «Грузины в Москве» (1959), Дубинский-Мухадзе И. М. «Товарищ Ной» (1959), Джанелидзе Д. С. «Грузинский театр с древнейших времён до второй половины XIX века» (1959), Лаперашвили В. «Жизнь Маяковского в Грузии» (1961), Яковлева Т. М. «Образ поэта» (1962), Готуа Л. П. «Каменный фазан» (1962), Джибладзе Г. Н. «Романтики и реалисты в грузинской литературе XIX века» (1963), Ватейшвили Д. Л. «Из истории легальной рабочей печати Закавказья» (1963), Чхеидзе А. «История Пугачёва» А. С. Пушкина" (1963) и других.

## Наследие
Работы Чернышкова находятся в музеях России (ГМИИ им. Пушкина, Музей-усадьба Л. Н. Толстого «Ясная Поляна», Ирбитский государственный музей изобразительных искусств) и Грузии ( Национальная картинная галерея Грузии, Национальный исторический музей Армении), а также в частных собраниях.
В 2014 году в выставочном зале Центра грузинского искусства им. Г. Чубинашвили «Ars Georgica» прошла выставка экслибрисов, посвященная 110-летию со дня рождения Владимира (Ладо) Григолиа и Николая Чернышкова. На выставке были представлены работы Николая Чернышова из коллекции  Рене Шмерлинг: восемнадцать миниатюрных рисунков, книжные заставки, концовки, композиции, исполненные в карандаше и ксилографии, а также 20 гравюр графики.